# Virginia Zucchi

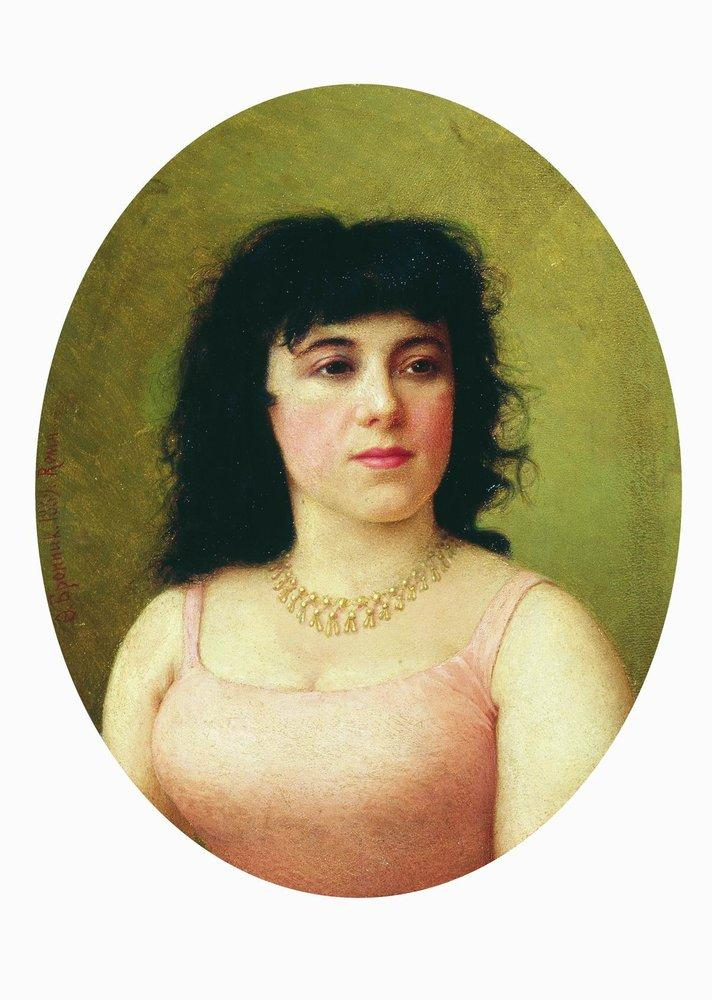
Virginia Zucchi auf einem Porträt von Fjodor Bronnikov, 1889

Virginia Zucchi (* 10. Februar 1849 in Cortemaggiore; † 9. Oktober 1930 in Nizza) war eine bedeutende italienische Primaballerina und Ballettpädagogin. Ihre internationale Karriere führte sie unter anderem nach Russland, wo sie einen beachtlichen Einfluss auf die Entwicklung des dortigen Ballettes ausübte.

## Leben
Sie studierte an der Ballettschule der Mailänder Scala mit Carlo Blasis und Giovanni Lepri.
Ihr Debüt hatte sie 1864 in Varese und tanzte danach an verschiedenen italienischen Theatern. 1865–66 war sie in Piacenza und 1868 bei der Einweihung des Teatro Verdi in Busseto gehörte sie zum „balletto comico“. Einen Durchbruch hatte sie in Padua, als sie in dem Ballett Brahma für die berühmte Claudina Cucchi einsprang und danach von dem Choreografen Hippolyte Monplaisir als „Primaballerina assoluta“ für das Theater von Spoleto empfohlen wurde. Danach folgten Engagements am Teatro Carlo Felice in Genua und am Teatro Apollo in Rom. Sie tanzte außerdem in Triest, Turin und 1873 in Parma, ebenfalls in Brahma. 1874 bis 1876 war sie in der Mailänder Scala zu sehen.
Ihr erstes Auslandsengagement hatte sie von 1876 bis 1878 an der Oper in Berlin, danach (1878) ging sie nach London an die Covent Garden Opera.
Im Karneval 1881 tanzte sie am Teatro San Carlo in Neapel.
1883 war Zucchi zum ersten Mal in Paris, wo sie im Eden-Theater in dem Ballett Excelsior auftrat, das sie auch in Madrid und London aufführte.
Während eines Heimaturlaubs in Cortemaggiore im Frühsommer 1884 organisierte sie auf eigene Kosten Wohltätigkeitsaufführungen zugunsten des städtischen Waisenhauses. Dabei trat sie in Brahma und in La Esmeralda auf.

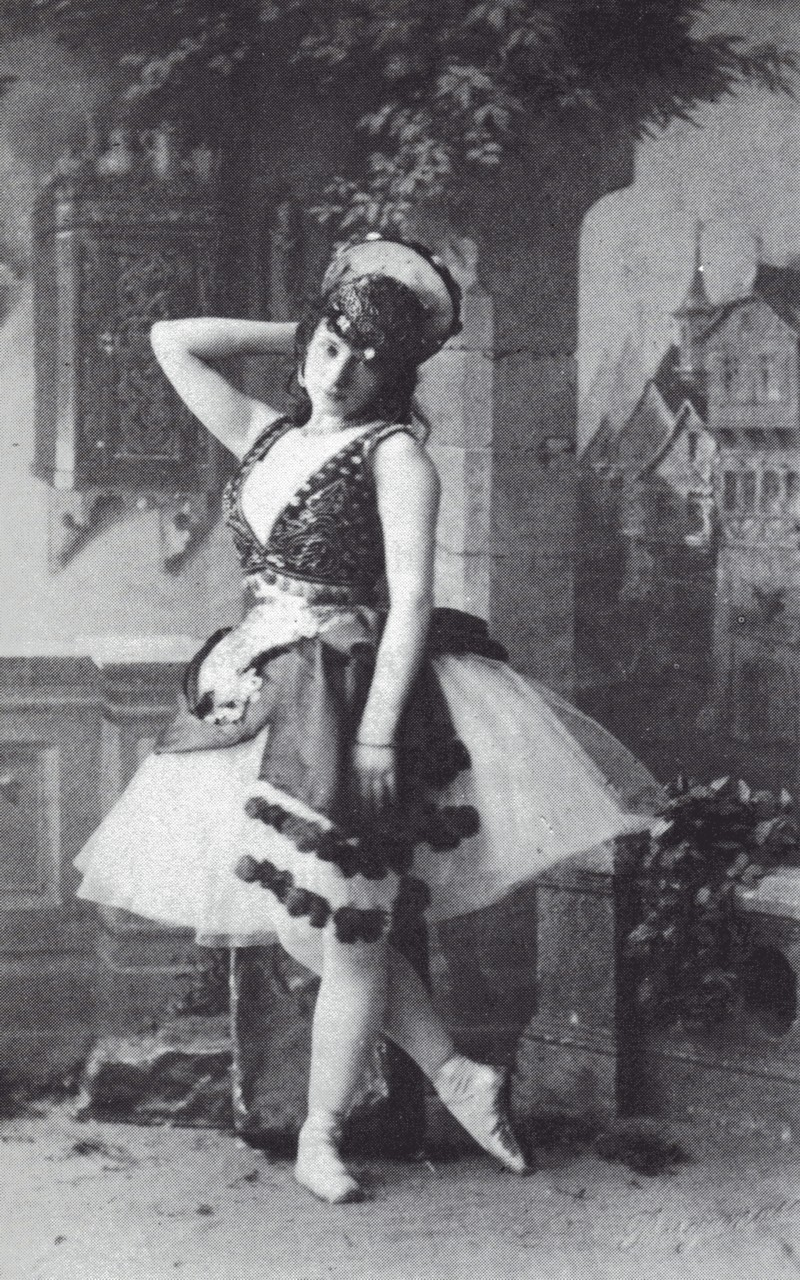
Virginia Zucchi als Esmeralda am Mariinski-Theater in Sankt Petersburg, 1886

1885 folgte sie einer Einladung nach Sankt Petersburg, wo sie zunächst in einem kleineren Theater in Kin Grust auftrat, in Hansens Voyage à la lune („Reise zum Mond“). Besonders bewundert wurde sie vom russischen Publikum für einen Walzer, den sie gänzlich auf Spitze (en pointe) tanzte. 

Im November desselben Jahres sprang sie kurzfristig für Eugenia Sokolova in der Premiere von Marius Petipas neuester Fassung von La Fille du Pharaon (Musik: Pugni) am Mariinski-Theater ein, in welchem sie die Titelrolle tanzte. Danach war sie bis 1888 am Mariinski- und am Bolschoi-Theater engagiert und tanzte die Hauptrollen in Petipas Versionen von La Fille mal gardée, La Esmeralda, Paquita und Coppélia. In Sankt Petersburg tanzte sie auch am Teatro Arcadia in den Balletten Sieba und Brahma.

Virginia Zucchis russischer Aufenthalt gilt als Höhepunkt ihrer Karriere. Sie zog nicht nur wegen ihrer präzisen Technik die Bewunderung des Publikums und ihrer Kollegen auf sich, sondern ganz besonders auch aufgrund ihrer Schauspielkunst und ihrer sehr emotionalen und ausdrucksvollen Interpretationen. Damit beeinflusste sie entscheidend und dauerhaft die Entwicklung des russischen Ballettes. Zu ihren großen Bewunderern zählte unter anderem Matilda Kschessinskaya, die später über sie schrieb:

„Ich kann mir gar nicht vorstellen, wo all das hingeführt hätte, wenn nicht Virginia Zucchi gewesen wäre, die sofort und radikal meine seelische Verfassung änderte und mir die wahre Bedeutung unserer Kunst eröffnete. Virginia Zucchi war nicht mehr jung, aber ihre außerordentlichen Gaben hatten nicht ihre Kraft verloren. Ich fühlte ein überwältigendes, unvergessliches Gefühl, wenn ich ihr zuschaute. Ich fühlte, dass ich zum ersten Mal zu verstehen begann, wie man tanzen muss, um den Titel einer großen Tänzerin zu verdienen. Virginia Zucchi hatte ein wundervolles Talent fürs Schauspiel („mime“). Sie gab all den Bewegungen des klassischen Balletts außergewöhnlichen Charme und erstaunliche Schönheit und Ausdruck, und erfüllte das Publikum mit Enthusiasmus, wann immer sie tanzte. Ihr Spiel wurde für mich zur wahren Kunst, und ich verstand, dass die Essenz einer solchen Kunst nicht ausschließlich in der Technik liegt – diese ist bei Weitem nicht das Ziel, sondern nur ein Mittel.“

Zucchi wurde auch zu einem Idol der späteren Bewegung Mir iskusstva (Welt der Kunst), zu der Léon Bakst (1866–1924), Serge Diaghilev (1879–1929) und Alexandre Benois (1870–1960) gehörten, die alle drei auch mit den Ballets Russes zusammenwirkten.
1888 heiratete Virginia Zucchi Fürst Vaseltkoff, allerdings ging die Ehe bald in die Brüche. Von 1888 bis 1889 tanzte sie in Moskau und Sankt Petersburg mit ihrer eigenen Ballett-Compagnie, und ging danach zurück nach Europa.
Nach Auftritten in Nizza (1889–90) lud man sie nach Bayreuth ein, wo sie 1891 bei den Festspielen eine Choreografie der Venusberg-Szene in Wagners Tannhäuser kreierte. 1892 trat sie nochmals in Sankt Petersburg mit ihrer eigenen Ballett-Compagnie auf.
In Italien tanzte sie in den Theatern von Ancona (Herbst 1890, Frühjahr 1893) und Piacenza (1892–93; in Brahma und La fille mal gardée), an welchen sie auch Opernaufführungen von Verdi und Puccini organisierte; als „Impresario“ versuchte sie sich auch am Teatro Sociale in Codogno. 1894 tanzte sie Coppélia in Lucca.
Ihr Debüt an der Pariser Opéra gab sie 1895 mit 46 Jahren. Ihren letzten Auftritt hatte Virginia Zucchi 1898 in Mailand.
Nach ihrem Rückzug von der Bühne eröffnete sie eine Ballettschule in Monte Carlo.
Sie wünschte, nach ihrem Tode in ihrer Heimatstadt Cortemaggiore begraben zu werden.